# Seznam slovenskih stand-up komikov
Seznam slovenskih stand-up komikov
- Perica Jerković
- Tin Vodopivec
- Boštjan Gorenc - Pižama
- Andrej Težak - Tešky
- Uroš Kuzman
- Vid Valič
- Tadej Toš
- Martina Ipša
- Ranko Babič
- Gašper Bergant
- Marko Žerjal
- Aleš Novak
- Jure Karas
- Igor Bračič
- Renato Volker
- Admir Baltić
- Rok Bohinc
- Sašo Stare
- Beno Stare
- Klemen Bučan
- Rok Škrlep
- Rok Bohinc
- Matevž Baloh
- Jan Tomažić - Jankić
- Dušan Tomić - Dule
- Mladen Pahović
- Lucija Ćirović
- Matevž Baloh
- Žan Papič
- Jernej Celec
- David Gorinšek
- Alen Borišek
- Anton Pevc
- Jan Kreuzer
- Matic Kokošar
- Sebastjan Spital
- Mark Džamastagić
- Eldar Omerović
- Blendor Sefaj
- Andrej Bajič Šarkezi - Bakreni
- Jan David Kljenak
- Andrej Cunder
- Tim Andrić
- Jure Murko
- Aljaž Poredoš